# Jordy Gaspar
Jordy Gaspar (Saint-Priest-en-Jarez, 23 de abril de 1997) é um futebolista francês que atua como Lateral-direito. Atualmente, joga pelo Cercle Brugge, emprestado pelo Monaco.

## Carreira
Jordy Gaspar começou a carreira no Lyon.